# Feldzug Heinrichs III. nach Wales (1241)
Der Feldzug Heinrichs III. nach Wales von 1241 war eine militärische Auseinandersetzung zwischen dem Königreich England und dem Fürstentum Gwynedd. In einem raschen Feldzug konnte der englische König Heinrich III. nach dem Tod des mächtigen Fürsten Llywelyn ab Iorwerth die Oberherrschaft über Gwynedd erringen.

## Wales nach dem Tod von Llywelyn ab Iorwerth
Nach den Fehlschlägen der Feldzüge von 1228 und 1231 und der Unterstützung der Rebellion von Richard Marshal, 3. Earl of Pembroke durch die Waliser schloss König Heinrich III. im Juni 1234 den Frieden von Myddle mit dem walisischen Fürsten Llywelyn ab Iorwerth. Dieser Frieden war zunächst auf zwei Jahre befristet, wurde jedoch in den nächsten Jahren immer wieder verlängert. Erst als Fürst Llywelyn 1240 starb, versuchte Heinrich III. erneut, seine Oberherrschaft über Wales durchzusetzen.
In Gwynedd war die Erbfolge nach dem Tod von Fürst Llywelyn nicht unumstritten. Fürst Llywelyn hatte seinen jüngeren, aber ehelichen Sohn Dafydd als Nachfolger eingesetzt, nicht zuletzt, weil dieser über seine Mutter ein Neffe von Heinrich III. war. Dafydds älterer, aber illegitimer Halbbruder Gruffydd war bei der Erbfolge übergangen worden, obwohl ihm nach walisischen Erbrecht ein Teil von Gwynedd zugestanden hätte. Am 15. Mai 1240 kam Dafydd nach Gloucester, um seinem königlichen Onkel zu huldigen. Unter demütigenden Umständen musste er sich dabei dem König unterwerfen. Zwar wurde Dafydd zum Ritter geschlagen und erhielt als Zeichen seines Ranges einen Kronreif, musste sich jedoch klar dem englischen König unterordnen. Im Gegensatz zu seinem Vater Llywelyn wurde Dafydd vom König nicht als Fürst, sondern nur als Lord von Nordwales anerkannt. Diese Demütigung schwächte Dafydds Stellung in Gwynedd weiter. In der Folge ignorierte der König Dafydds Anspruch auf die Oberherrschaft über die anderen walisischen Lords, indem er direkt mit ihnen verhandelte und von ihnen die Huldigung verlangte.

## Feldzug des Königs nach Gwynedd
Angesichts der Schwäche des Fürsten von Gwynedd ergriffen die Marcher Lords die Initiative. Walter Marshal, 5. Earl of Pembroke eroberte Cardigan und zwang dem dortigen walisischen Lord Maelgwn Fychan eine Heirat mit einer seiner Nichten auf. In Maelienydd und Gwrtheynion eroberte Ralph de Mortimer, Lord of Wigmore Gebiete. Richard de Clare, 2. Earl of Gloucester unterwarf die walisische Herrschaft Meisgyn im Bergland von Glamorgan. In der Folge war Dafydd politisch isoliert, als es an den Grenzen zu Gwynedd zu bewaffneten Streitereien kam. Der König sammelte daraufhin in Chester, das seit 1237 im direkten Besitz der Krone war, ein Heer. Im August 1241 stieß er damit entlang der Küste von Nordwales nach Westen vor. Ungewöhnlich trockenes Wetter begünstige den englischen Vormarsch, und bereits nach einer Woche erkannte Dafydd, dass seine Position aussichtslos war. Die anderen walisischen Fürsten hatten ihm ihre Unterstützung verweigert, während das englische Heer ihn ausmanövriert und ihm die Rückzugsmöglichkeit in das Bergland von Snowdonia abgeschnitten hatte. Am 29. August 1241 musste sich Dafydd in Gwern Eigron ergeben. Zwei Tage später musste Dafydd die Friedensbedingungen des Königs in Rhuddlan akzeptieren.

## Englische Vorherrschaft in Wales
Mit seiner Niederlage musste Dafydd ap Llywelyn alle Eroberungen aufgeben, die sein Vater Llywelyn ab Iorwerth seit 1215 gemacht hatte. Tegeingl und andere Gebiete östlich des Conwy fielen an den König, dazu musste er auf Ellesmere und Mold Castle verzichten. Meirionydd in Westwales musste er an die mit ihm verwandten Söhne von Maredudd ap Cynan übergeben. Seinen ursprünglichen Plan, Gwynedd unter den beiden Söhnen von Fürst Llywelyn zu teilen, setzte der König allerdings nicht um. Dafür musste Dafydd seinen Halbbruder Gruffydd als Geisel stellen, der als Faustpfand des Königs in den Tower of London gebracht wurde. Auch Dafydd musste nach London reisen, wo er dem König am 24. Oktober 1241 erneut unter demütigenden Umständen huldigen musste. Er musste akzeptieren, dass er oder seine Erben ihr Herrschaftsrecht verlieren würden, sollten sie gegen den König rebellieren. Sollte Dafydd ohne männliche Nachkommen sterben, würde Gwynedd an den englischen König fallen. Zur Sicherung seiner Eroberungen begann Heinrich III. mit dem Bau der mächtigen Burg Dyserth, die den Conwy als Grenzfluss sicherte. In Powys Wenwynwyn kam Gruffydd ap Gwenwynwyn an die Macht, der mit dem englischen König verbündet war. Cardigan und Carmarthen blieben Stützpunkte des Königs in Südwestwales. Die walisischen Lords von Gwrtheyrnion und Maelienydd unterwarfen sich dem König. Zur Sicherung seiner Position in Mittelwales begann der König mit dem Wiederaufbau von Builth Castle, auf das Dafydd eigentlich durch seine Frau Isabel de Braose Anspruch hatte. Der Sieg des Königs über die Waliser schien vollständig zu sein. Die Vorherrschaft des englischen Königs einte jedoch die Waliser gegen die Engländer und führte zum Englisch-Walisischen Krieg ab 1244.